# Grijera

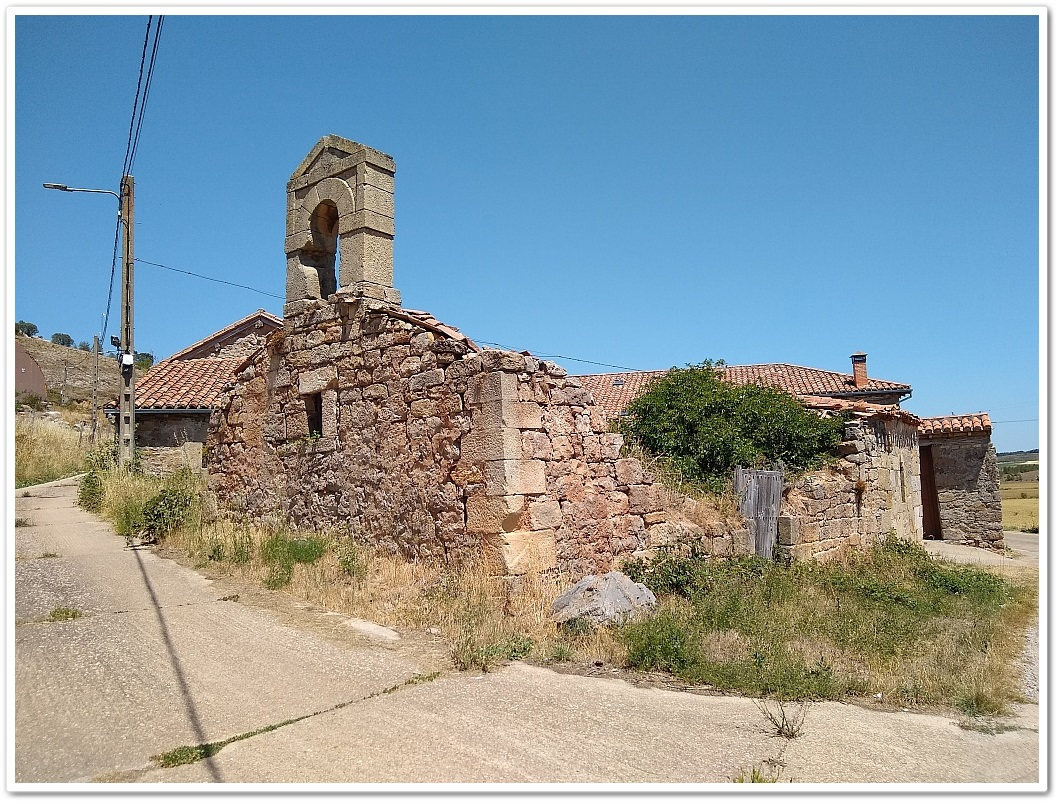
Restos de la iglesia

Grijera es una localidad de la provincia de Palencia (Castilla y León, España) que pertenece al municipio de Aguilar de Campoo.
Está a una distancia de 2.5 km de Aguilar de Campoo, la capital municipal, en la comarca de Campoo.

## Población
Durante el final del siglo XX el pueblo quedó prácticamente despoblado a causa de la proximidad de la Villa de Aguilar de Campóo y la falta de inversiones públicas y privadas.

## Demografía
Evolución de la población en el siglo XXI
| Gráfica de evolución demográfica de Grijera entre 2007 y 2020      |
|                                                                    |
| Población de derecho (2000-2020) según el padrón municipal del INE |

Grijera no fue considerada unidad poblacional por el Instituto Nacional de Estadística hasta el año 2007.

## Historia
Grijera es un enclave poblado desde tiempos remotos. En su término esta constatada la presencia de un castro prerromano atribuido a los Cántabros. Así mismo, por el mismo centro de la localidad atraviesa la calzada romana Pisoraca-Portus Blendium, que unía lo que actualmente serían las localidades de Herrera de Pisuerga (PALENCIA) y Suances (CANTABRIA). La ruta de la calzada se encuentra señalizada, aunque no es visible en casi la totalidad del trayecto. A dos kilómetros de Grijera se encuentra el "Puente Perdíz" construido por los romanos y que se encuentra en un estado aceptable de conservación. Junto al mismo existe un área de recreo y un centro de interpretación donde se puede estudiar mediante unos carteles informativos y una reconstrucción cual era el modo de construcción de las calzadas romanas.